# Фотина Момирова
Фотина Маринова Момирова е българска учителка, деец на женското движение в България.

## Биография
Родена е на 20 март 1860 г. в Шумен. През 1873 г. завършва Взаимното училище, а през 1877 г. – Шуменското четирикласно училище. През 1879 г. посещава двумесечния педагогически курс на Рачо Матев Рачев, а след това става учителска. От 1878 до 1880 г. учителства в Шуменското основно училище, от 1880 до 1884 г. – в Четирикласното девическо училище. В периодите 1885 – 1887 г. е в Ломското четирикласно девическо училище, 1890 – 1892 г. в Ямболското трикласно девическо училище и оттогава до 1934 г. е учителка в Шуменската девическа гимназия. През 1908 г. открива частен девически пансион в Шумен под прекия контрол на Министерство на народното просвещение и Дирекцията на Шуменското девическо педагогическо и трикласно училище. Работи в Шуменското женско дружество „Родолюбие“ като секретар, заместник-председател и председател. Проявява инициатива за откриване на Стопанско училище при дружеството. Чрез Женското дружество „Родолюбие“ оказва активно помощ на участниците в Сръбско-българската война през 1885 г. Умира на 22 март 1941 г. в София.
Личният ѝ архив се съхранява във фонд 102К в Държавен архив – Шумен. Той се състои от 36 архивни единици от периода 1843 – 1975 г.